# Phyllobates terribilis
La rana dorata o rana freccia (Phyllobates terribilis Myers, Daly, e Malkin, 1978) è un piccolo anfibio anuro, vivacemente colorato, appartenente alla famiglia Dendrobatidae, diffuso nelle foreste pluviali delle Ande occidentali colombiane.
Il suo aspetto viene considerato un classico esempio di aposematismo, essendo l'anfibio estremamente tossico. È ritenuto il più velenoso animale al mondo.

## Descrizione
La rana dorata è un anfibio di piccolissime dimensioni, sebbene P. terribilis sia considerato una delle più grandi specie della famiglia dei Dendrobatidae. C'è poco dimorfismo sessuale, ad eccezione di una leggera differenza di dimensioni: in media le femmine sono leggermente più grandi, come nella maggior parte degli anfibi anuri. Infatti i maschi adulti, con una lunghezza media di 45 mm, sono generalmente più piccoli delle femmine, la cui dimensione media è 47 mm. I maschi raggiungono la maturità sessuale quando raggiungono i 37 mm e le femmine a 40–41 mm. Come per tutti Dendrobatidae il corpo del Phyllobates terribilis adulto ha colori vivaci, ma non ha le macchie scure presenti su molte altre specie di questa famiglia.
La pelle è di colore generalmente giallo vivo, una colorazione aposematica che serve come avvertimento agli eventuali predatori e i vari colori possibili della pelle sembrano dipendere da micro-variazioni geografiche. Talvolta la cute è leggermente maculata di nero nella zona cefalica. Gli occhi sono neri e piuttosto grandi. Anche le palpebre sono nere, in modo tale da far apparire l'animale con gli occhi sempre aperti. Le zampe posteriori sono più lunghe di quelle anteriori, in modo da consentire di saltare agilmente. Il colore uniforme della pelle può essere giallo oro, arancio dorato pallido o metallo verde. La cresta rostrale è arrotondata mentre la parte loreale è verticale e leggermente concava. L'iride dell'occhio, la cui pupilla è orizzontale, il naso, le dita, il bordo inferiore della membrana timpanica ed i bordi della bocca sono neri. Ugualmente per le pieghe della pelle sotto le ascelle e inguine. P. terribilis ha quattro dita sulle zampe anteriori, il terzo è il più grande, quando misurato in piano, e ha cinque dita l'estremità posteriore, il quarto è il più lungo. Ventose di piccola taglia sono situate all'estremità digitali. I denti sono presenti sul mascellare orale. Le rane giovani di questa specie sono di colore nero con strisce oro sul lato dorsale.
Durante il corteggiamento il maschio attira la femmina con richiami forti e rumorosi e la porta ad un sito adatto alla riproduzione, una zona pulita, liscia e umida come una foglia o una pietra. Il potenziale riproduttivo, con 20 uova per accoppiamento, è più basso rispetto ad altri anuri, anche se questa rana può riprodursi ogni mese. Dopo che la femmina ha deposto le uova, esse vengono fecondate dal maschio. Se si esclude la sostanza gelatinosa che le circonda, misurano tra 2,4 e 2,6 millimetri di diametro. Si schiudono circa al tredicesimo giorno e le larve vengono poste dal maschio sulla propria schiena. I girini sono solitamente trasportati dal maschio per circa un giorno e poi sono collocati in un piccolo specchio d'acqua per nuotare e svilupparsi. I girini, che emergono dalle acque circa 55 giorni dopo la schiusa, modificano il loro aspetto durante tutta la metamorfosi. Alla nascita il corpo è in media 4,1 mm e lunghezza totale, compresa la coda, è 11,1 millimetri. Successivamente raggiungono una lunghezza totale di 35,4 mm.

## Tossicità
La pelle della rana è densamente ricoperta di un velenoso alcaloide, uno di una serie di veleni comuni nelle rane freccia, le batracotossine, molecole che impediscono ai nervi di trasmettere impulsi, lasciando i muscoli in uno stato inattivo di contrazione ovvero tetanizzati, per analogia con gli effetti della tetanospasmina, la tossina peptidica prodotta da C. tetani, agente del tetano. Questo può portare a insufficienza respiratoria, insufficienza cardiaca o fibrillazione. Alcuni nativi utilizzano questo veleno per cacciare con frecce ricoperte di veleno. L'alcaloide può essere conservato dalle rane per anni dopo che esse siano state private di un alimento base per la sintesi del veleno e le tossine di questo tipo non si deteriorano facilmente, anche quando vengono trasferite su un'altra superficie.
È considerata l'animale più tossico tra quelli attualmente studiati, con un LD50 di 0,002 mg/kg, sebbene perda di tossicità se allevata in cattività; pare infatti che gran parte del veleno secreto sia sintetizzato dalle foglie di media velenosità di cui si nutrono alcune delle sue prede. Gli scienziati hanno suggerito che l'elemento cruciale possa essere un piccolo coleottero della famiglia Melyridae (Cleroidea): almeno una specie di questi coleotteri produce la stessa tossina trovata in P. terribilis. Le Melyridae sono cosmopolite; i loro parenti nelle foreste pluviali colombiane potrebbero essere la fonte delle batracotossine trovate nelle rane, batracotossine che rendono altamente tossici i Phyllobates di quella regione.
Le batracotossine (BTX) sono alcaloidi steroidei cardiotossici e neurotossici estremamente potenti. Si trovano in alcune specie di rane (Rane freccia), coleotteri melyridi, e uccelli (Pitohui, Ifrita kowaldi, Colluricincla megarhyncha). È la più potente neurotossina non peptidica conosciuta, quindici volte più attiva degli alcaloidi da Chondrodendron e Strychnos, utilizzati per produrre il curaro.
Gli indios sono soliti avvelenare le loro frecce strofinandole sul dorso della rana e stuzzicandola con un bastone affinché si senta in pericolo e produca veleno.

## Distribuzione e habitat
Questo anfibio vive esclusivamente in Colombia. Il suo habitat è costituito da foreste pluviali tra i 100 e 200 m di altitudine, con elevata umidità (80-90%) e temperature non inferiori ai 26 gradi centigradi. Si tratta di un animale socievole che vive in gruppi composti da quattro a dieci individui, anche se in cattività si formano comunità ben più numerose. Era una specie molto diffusa anche a Panama e in alcune zone della Costa Rica, dove era considerata un simbolo di fortuna, ma si è rapidamente estinta al principio del XXI secolo, sopravvivendo solo in cattività, perché colpita, in particolar modo,  dai funghi.

## Alimentazione
L'alimentazione della rana dorata consiste di piccoli insetti, perlopiù di termiti e formiche, il cui contributo potrebbe servire a ricavare le tossine. Come altre rane, per catturare gli insetti utilizza la sua lingua appiccicosa. È considerata la più vorace all’interno della famiglia Dendrobatidae.